# Усть-Заостровское Лесничество
Усть-Заостровское Лесничество — населённый пункт в Омском районе Омской области России. Входит в состав Усть-Заостровского сельского поселения. Население 63 чел. (2010) .

## История
В соответствии с Законом Омской области от 30 июля 2004 года № 548-ОЗ «О границах и статусе муниципальных образований Омской области» населённый пункт вошёл в состав образованного муниципального образования «Усть-Заостровское сельское поселение».

## География
Усть-Заостровское Лесничество находится на юге центральной части региона, в лесной полосе Барабинской низменности.
Абсолютная высота — 111 м над уровнем моря.

## Население
| 2006 | 2010 |
| ---- | ---- |
| 250  | ↘63  |

населенный пункт Усть-Заостровское Лесничество
Гендерный состав
По данным Всероссийской переписи населения 2010 года в гендерной структуре населения из 63 человек мужчин — 28, женщин — 35	(44,4 и 55,6 % соответственно)
Национальный состав
Согласно результатам переписи 2002 года, в национальной структуре населения русские составляли 86 % от общей численности населения в 85 чел..

## Инфраструктура
Развитое лесное хозяйство. Оздоровительные лагеря, дома отдыха

## Транспорт
Автодорога «Усть-Заостровка — Усть-Заостровское Лесничество» (идентификационный номер 52 ОП МЗ Н-361) длиной 6,02 км..